# Не думай про белых обезьян
«Не думай про белых обезьян» — художественный фильм режиссёра Юрия Мамина, жанр: комедия, драма, фарс.

## Сюжет
В прологе: восточная притча. Мудрец учит пришедшего к нему за высшей мудростью ученика не думать про белых обезьян. Впоследствии притча о задаче «не думать про белых обезьян» повторяется героями, фантастические обезьяны прорисовываются компьютерной графикой в ряде эпизодов фильма.
Санкт-Петербург, 2000-е годы. Молодой бармен Вова в связи с положительными рекомендациями и романом с дочерью своего босса переходит из разряда обслуги в чин управленца: перед ним ставится задача подготовить к открытию «с нуля» новый ресторан.
Осваивая новые территории менеджмента, он сталкивается с культурой и жизнью петербургской богемы в лице духовного гуру, художника и их подруги. Они последовательно утверждают в нём интерес к духовным ценностям. В его поле зрения попадают Эрмитаж, медитация и вегетарианство.
Гаврилыч сдаёт новых друзей Вовы в лечебницу для душевнобольных, но тяга Вовы к чему-то большему, чем бизнес-операции, остаётся в виде присутствующих с ним на совещаниях белых обезьян.

## В ролях
- Михаил Тарабукин — Вова Смородин
- Катерина Ксеньева — Даша
- Алексей Девотченко — Гена
- Анвар Либабов — Ху Пунь
- Виктор Смирнов — Гаврилыч
- Иветта Рогова — Лариса
- Анатолий Узденский — Мироныч
- Ирина Ракшина — дворничиха
- Михаил Башаков — бард
- Владимир Лелетко — прохожий
- Максим Бритвенков — сержант
- Александр Кавалеров — Рукосуев
- Алексей Федькин — Сергей Баритонов
- Филипп Азаров — Карпенко
- Олег Басилашвили — автор
- Сергей Юрский — автор

## Художественные особенности
Текст фильма написан в стихах, автор которых Вячеслав Лейкин.
Видовая составляющая фильма в значительной мере состоит из крыш центра Санкт-Петербурга, с акцентом на Адмиралтейской игле. Также представлены другие символы Санкт-Петербурга: подвал, чердак, двор-колодец (место основного действия). Сцены в Эрмитаже (директора которого фильм пародирует) снимались в здании Академии Штиглица (бывшем Мухинском училище).
Заметную часть составляет компьютерная графика, с помощью которой воспроизводятся бредовые видения и некоторые другие детали.
Присутствует гротескная сцена «восточных единоборств».

## Создание и прокат фильма
Фильм «Не думай про белых обезьян» стал первым фильмом Юрия Мамина после десятилетнего перерыва. Фильм получил ряд международных наград на кинофестивалях, исполнители главных ролей Михаил Тарабукин и Катерина Ксеньева также удостоились почетных призов на международных кинофестивалях.
Специально для этого фильма был сделан английский вариант стихотворного перевода для дубляжа в Лондоне.
В России, Англии, США, Украине, Канаде, Германии, Франции, Италии, Португалии, Латвии с большим успехом прошли премьерные показы фильма в рамках отдельных кинофестивалей. Международная дистрибуция фильма фактически начинается с 2011 года.
По словам режиссера, после того как фильм был отправлен на показ для кинопремии «Ника», он был незаконно скопирован, а затем появился на сотнях пиратских сайтов. В результате зарубежные прокатчики отказались заключить контракты. Режиссер выплачивал долги в течение десятилетия: пришлось продать всё, что было, включая квартиру в Петербурге.

## Награды
- Приз международной федерации киноклубов Московского Международного Кинофестиваля (Россия, 2008)
- Приз за новаторство в жанре кинокомедии на кинофестивале «Улыбнись, Россия» (Россия, 2008)
- Гран-При как лучший зарубежный фильм и гран-при лучшему зарубежному актёру на международном кинофестивале «The End of the Pier» (Великобритания, 2009)
- Художественная премия «Петрополь» за выдающийся вклад в искусство кинокомедии (Россия, 2009)
- Гран-При как лучший зарубежный фильм на международном кинофестивале авторского кино в Рабате (Марокко) (2009)
- Специальная премия короля Марокко Хасана второго на международном кинофестивале авторского кино в Рабате
- Специальный диплом жюри за воплощение образа героини актрисой Катериной Ксеньевой на международном кинофестивале авторского кино в Рабате[3]